# Heldreichia
Heldreichia là chi thực vật có hoa trong họ Cải.